# Xanthostemon intermedius
Xanthostemon intermedius är en myrtenväxtart som beskrevs av Gugerli. Xanthostemon intermedius ingår i släktet Xanthostemon och familjen myrtenväxter. Inga underarter finns listade i Catalogue of Life.